# اودومپورن پولساک
اودومپورن پولساک (انگلیسی: Udomporn Polsak؛ زادهٔ ۶ اکتبر ۱۹۸۱) وزنه‌بردار اهل تایلند است.
از افتخارات وی میتوان به کسب مدال طلا وزن ۵۳ کیلوگرم در بازی‌های المپیک تابستانی ۲۰۰۴ اشاره کرد.